# Guoutelesjaure (Tärna socken, Lappland, 728108-145089)
Guoutelesjaure är en sjö i Storumans kommun i Lappland och ingår i Umeälvens huvudavrinningsområde.